# Möhrenbach
Möhrenbach is een ortsteil van de landgemeente Ilmenau in Thüringen.
Tot 31 december 2013 was Möhrenbach een zelfstandige gemeente. Möhrenbach ging op in de gemeente Gehren, die op 6 juli 2018 opging in Ilmenau.
Bücheloh · Frauenwald · Gehren · Gräfinau-Angstedt · Heyda · Ilmenau · Jesuborn · Langewiesen · Manebach · Möhrenbach · Oehrenstock · Oberpörlitz · Pennewitz · Roda · Stützerbach · Unterpörlitz · Wümbach